# Хризоліна бронзово-чорна
Хризоліна бронзово-чорна (Chrysolina cinctipennis) — вид хрізомелін родини листоїдів.

## Поширення
Зустрічається біля басейну річки Дунай, в Північно-Східній Європі і в  Центральної Азії.